# Prunay-Cassereau
Prunay-Cassereau là một xã thuộc tỉnh Loir-et-Cher trong vùng Centre-Val de Loire miền trung nước Pháp.